# Codificador híbrido
El codificador híbrido de vídeo, es un sistema de compresión de señal de vídeo mediante la eliminación de información redundante. Esta forma de predicción combina la técnica de predicción y transformación para reducir la redundancia en el señal de vídeo, utilizando el análisis de movimiento y predicción en el dominio temporal, utilizando compensación de movimiento y transformaciones espacio tiempo.

## Funcionamiento
Presenta dos modos de funcionamiento:
- intraframe: Codificación de los coeficientes de la DCT de los datos originales.

- interframe: Utiliza un método predictivo basado en vectores de movimiento, de forma que en vez de codificar los valores de los píxeles, codificamos el error de predicción de la  DCT. Este error de predicción se calcula a partir de imágenes de referencia en que tendrá disponible el descodificador.

En la cuantificación, es donde tenemos algunos errores en las imágenes de referencia, al reducir las tasas binarias utilizamos la codificación de longitud variable (VLC).
El descodificador utiliza el algoritmo Block Matching para la estimación de movimiento de las imágenes o Macro bloques.
Tenemos dos clases de imágenes predichas:
- Cuadros P: Utilizando predicción hacia delante tomando cuadros I o P como referencia.

- Cuadros B: Utilizando predicción bidireccional, tomando como a referencia cuadros I o P.

La Imagen predicha se degrada en el tiempo, por lo cual codificaremos algunos macro blocs como cuadros I (Imágenes de referencia).

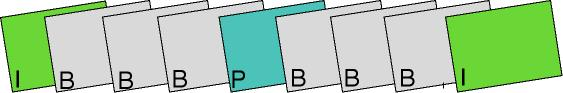
Cuadros I, P, B

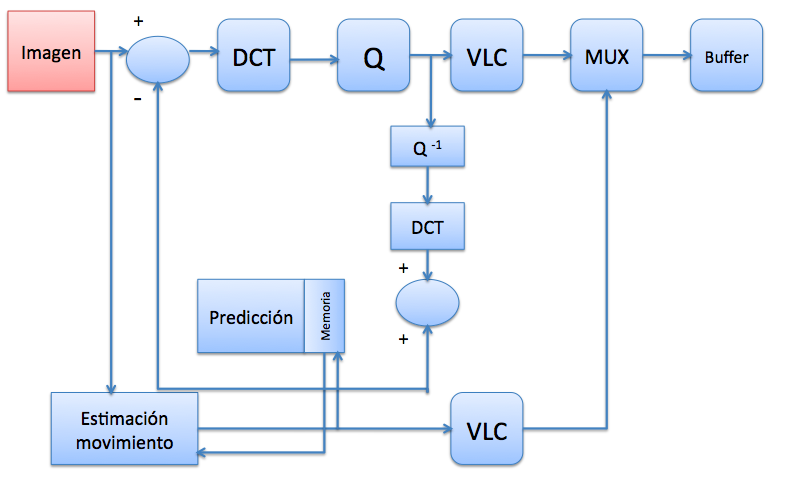
funcionamiento codificador híbrido

## Utilización
La codificación híbrida es utilizada por todos los estándares de codificación de vídeo, los más importantes:
H.261, H.263, H.264
MPEG-1, MPEG-2, MPEG-4

## HLV (Codificador híbrido por capas)
El HLV es muy utilizado en vídeo para telefonía móvil por Internet. La diferencia es que en lugar de utilizar la DCT utiliza la transformada Wavelet.
Esta consiste en múltiples capas de codificación de textura de imagen i representación de vídeo. Es eficaz particularmente para la compresión de imágenes fijas i está incluida como parte del estándar JPEG2000 i para la textura de codificación de imágenes fijas en el estándar MPEG-4.
- Datos: Q5776066